# 1073
1073 كانت سنة بسيطة تبدأ يوم الثلاثاء حسب التقويم اليولياني.

## أحداث

### حسب المكان

#### الإمبراطورية البيزنطية
الربيع

#### أوروبا
25 مايو
14 أكتوبر

#### آسيا
15 يونيو

### حسب الموضوع

#### الدين
21 أبريل

## مواليد
- ابن ابي الخصال
- الجواليقي
- ديفيد الرابع

## وفيات
- صردر
- 21 أبريل
- 15 يونيو
- 12 يوليو
- 20 ديسمبر